# 苏州博物馆
31°19′29″N 120°37′14″E / 31.32472°N 120.62056°E
苏州博物馆位于江苏省苏州市姑苏区东北街，成立于1960年元旦。馆址分两部分，东部旧馆是太平天国忠王府旧址，西部新馆由著名建筑师贝聿铭设计，于2006年建成开放。

## 简介

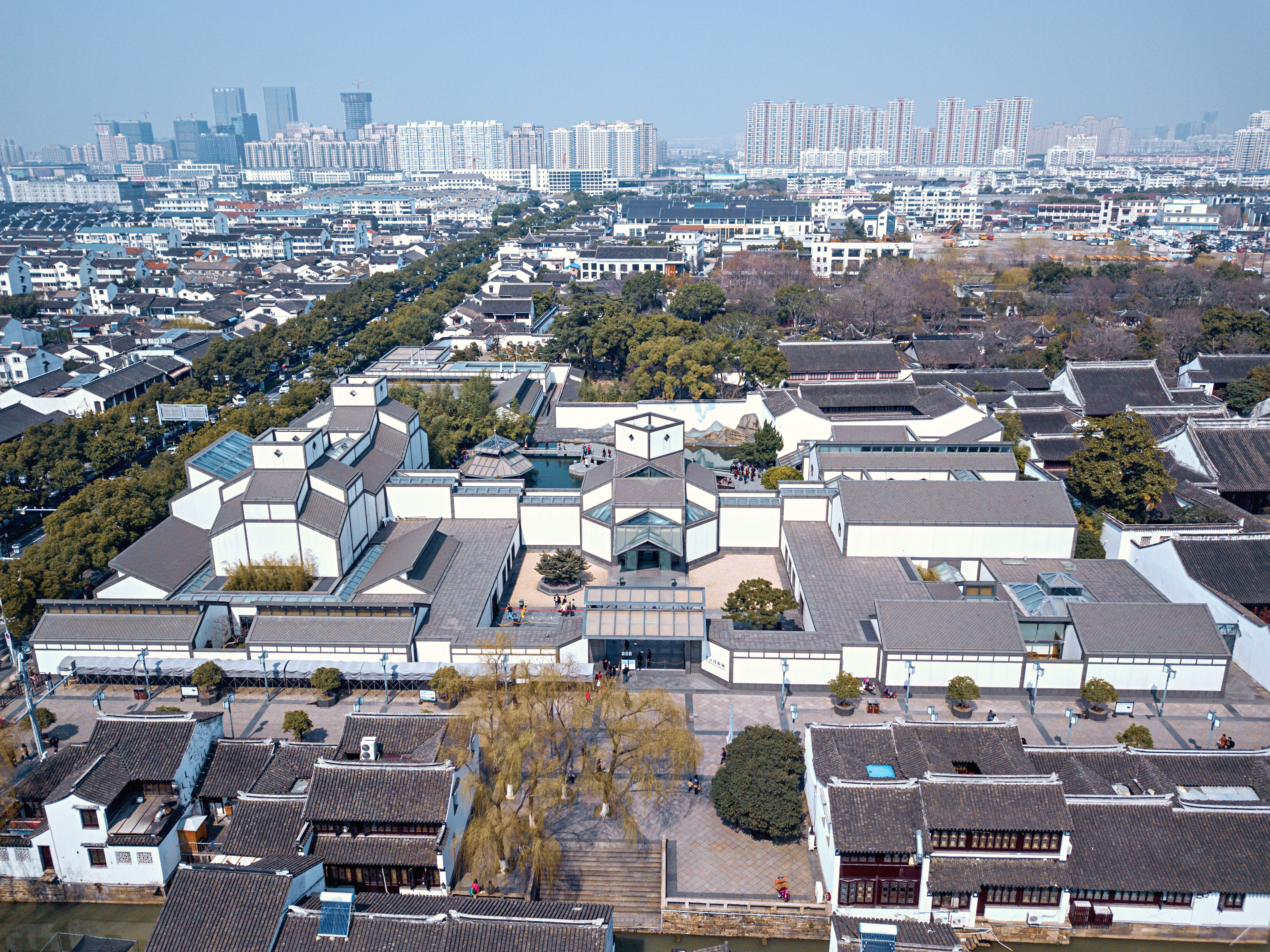
苏州博物馆正面

博物馆新馆占地面积约10750平方米，分为三部分，中心部分是入口处、大厅和博物馆花园，西部为展区，东部用于现代美术画廊、教育设施、茶水服务以及行政管理功能等。
- 博物馆大厅
- 中部水池及假山

## 藏品
苏州博物馆馆藏文物4万余件，以苏州出土文物，文人字画以及江南民间工艺品为主，其中国家一级文物近250件。新馆馆内设有吴地遗珍、吴塔国宝、吴中风雅、吴门书画四个系列基本陈列。
- 红砂陶鬲——马家浜文化，虎丘浒关公路出土
- 黑漆嵌螺甸侍女盘（明）
- 珐琅彩白砂壶（清）
- 黄杨木雕观音（民国）

## 开放时间
苏州博物馆每周二至周日向公众免费开放，馆内还提供免费导览服务。每星期二至星期日9:00~17:00（16:00停止入馆），每星期一闭馆（国家法定节假日除外）。